# Білоруський культурно-освітній центр
Білоруський Культурно-Освітній Центр у місті Познань (БКАЦ) — культурно-освітня організація білорусів у місті Познань, Польща. Заснована 15 жовтня 2002 р., юридично зареєстрована 23 квітня 2003 року в Районному Суді Познані. Керівник — Віталь Воронов.
Центр об'єднує білоруські студентські осередки (приблизно сорок білорусів і поляків) у Познані, Польща. Мета організації — заохочення студентів до співпраці для розвитку демократії У Білорусі, поширення білоруської культури, мови. Центр також поширює новини про Білорусь в академічному середовищі Познаня, серед місцевого населення, займається рекламуванням Білорусі в Європі та демократичному світі, а також сприяє створенню майбутньої, добре освіченої еліти країни. 
Організації співчувають такі відомі діячі культури як Анатоль Мовчун, Володимир Блюдник та Марк Максимович. Символіку організації на основі народної вишивки спроектував Марк Максимович. Емблема являє собою Ярилу на коні, знесені догори руки Ярила символізують освітянський характер організації.